# Фатьма-Коба
44°31′55″ пн. ш. 33°48′01″ сх. д. / 44.532080° пн. ш. 33.800275° сх. д.
Фатьма-Коба — багатошарова стоянка середньокам'яної доби в навісі на правому березі струмка Кубалар-Су, в 2 км західніше села Передове у Байдарській долині в Криму.
Розкопи Гліба Бонч-Осмоловського 1927 і Сергія Бібікова 1956 — 58 років.
При розкопах виявлено шари азильської і тарденуазької (скорчене поховання кроманьйонської людини) культури.

## Виявлені шари
Виявлена кладка з каменю при вході в навіс, що ймовірно створює заслін від вітру. Розкриті культурні шари загальною глибиною до 2 м:
- VI-й й V-й належать шан-кобинській культурі азильського кола;
- IV-ий — шпанській культурі;
- III-й та II-й шари — мурзак-кобинській культурі тарденуазького кола;
- I-й шар — мідній добі.

## Середньокам'яна доба
У шарах середньокам'яної доби виявлені кістки благородного оленя, дикого кабана, козулі, лисиці, вовка, рисі, дикої кішки й риб.
Виявлені кістяні проколки, крем'яні нуклеуси, необроблені та ретушувати пластини, різці, скребки, вістря і мікроліти у вигляді простих трапецій. Також виявлені сегменти і трикутники.

### Мурзак-кобинські шари
На 3-й 2-й шари припадає погребіння чоловіка у скорченому положенні на боці, що відносився до середземноморської раси. Він антропологічно відрізняється від похованих у Мурзак-Кобі тієї ж культури, що вказує на формування мурзак-кобинської культури на місцевій основі з приходнім населенням тарденуазької культури із заходу.
На додачу до артефактів, що зустрічаються у інших середньокам'яних шарах у мурзак-кобинських виявлені трапеції й вістря з зубцями.

## Мідна доба
Матеріал 1-го шару Фатьма-Коби переважно характерний керамікою.